# El Álamo
El Álamo település Spanyolországban, Madrid tartományban. El Álamo Casarrubios del Monte, Navalcarnero és Batres községekkel határos. Lakosainak száma 10 430 fő (2024).

## Népesség
A település népessége az utóbbi években az alábbiak szerint változott:
| Lakosok száma | 4932 | 6259 | 7265 | 7857 | 8701 | 8929 | 9149 | 9470 | 10 123 | 10 430 |
|               | 2001 | 2004 | 2007 | 2009 | 2012 | 2014 | 2017 | 2019 | 2022   | 2024   |